# Sherman Alexie

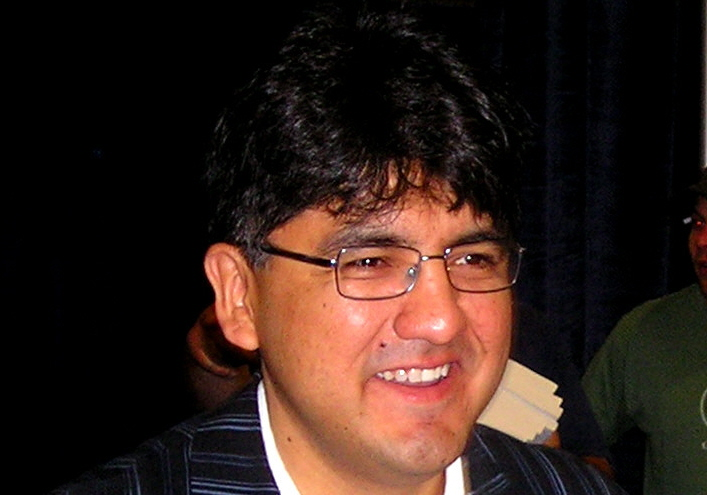
Sherman Alexie (2007)

Sherman Alexie (* 7. Oktober 1966 in Wellpinit als Sherman Joseph Alexie, Jr.) ist ein indianisch-amerikanischer Schriftsteller, Humorist und Drehbuchautor. Er stammt von den Stämmen der Spokane und Coeur d’Alene ab. Alexie setzt sich in vielen seiner Werken schonungslos und schwarzhumorig mit den oft trostlosen Zuständen in den Reservaten und der Lebensrealität der Stadtindianer auseinander. Über sich selbst sagt Alexie: "I write about the kind of Indian I am: kind of mixed up, kind of odd, not traditional. I'm a rez kid who's gone urban" („Ich schreibe über die Art Indianer, die ich bin: durcheinander, skurril, nicht traditionell. Ich bin ein Kind aus dem Reservat, das städtisch geworden ist.“).
Viele Werke Alexies wurden ausgezeichnet: Reservation Blues, sein erster Roman, wurde 1996 mit dem American Book Award ausgezeichnet, für seinen semi-biographischen Jugendroman The Absolutely True Diary of a Part-Time Indian erhielt Alexie 2007 den National Book Award for Young People’s Literature sowie den schwedischen Peter Pan Preis und seine Kurzgeschichtensammlung War Dances gewann 2010 den PEN/Faulkner Award for Fiction. Seit 2015 ist er Mitglied der American Academy of Arts and Letters.

## Leben und Werk
Sherman Alexie wurde am 7. Oktober 1966 in Wellpinit im Spokane-Reservat in Washington geboren, wo er mit seiner Mutter und seinen fünf Geschwistern aufwuchs. Sein Vater war Alkoholiker und verschwand oftmals über längere Zeiträume. Nach seiner Geburt litt Alexie an einem Hydrozephalus und musste mit sechs Monaten einer Hirnoperation unterzogen werden. Ihm wurden von Ärzten nur wenig Überlebenschancen eingeräumt, und auch bei einem Überstehen des schweren Eingriffs musste mit dem Risiko einer geistigen Behinderung gerechnet werden. Obwohl dies nicht eintrat, litt Sherman Alexie als Folge der Erkrankung und der Operation seine gesamte Kindheit hindurch an regelmäßig auftretenden Anfällen, war Bettnässer und musste starke Medikamente einnehmen. Aufgrund seines noch übermäßig großen Kopfes trug er in seiner Kindheit den Spitznamen „Globe“ (Globus). Schon mit drei Jahren lernte Alexie Lesen und war mit fünf Jahren im Stande, anspruchsvolle Romane zu lesen, etwa von John Steinbeck. Alexie besuchte die Highschool in Reardan, 30 Kilometer vom Reservat entfernt, auf der er „der einzige Indianer neben dem Schulmaskottchen war“. Er gehörte zu den besten Schülern seines Jahrgangs und war einer der Spitzen-Spieler des Basketball-Teams.
Alexie erhielt ein Stipendium, durch das er 1985 ein Studium an der Gonzaga-Universität in Spokane aufnehmen konnte. Er schrieb sich zunächst für Medizin ein, bald wechselte er zu Jura. 1987 gab er auch das auf und wechselte auf die Washington State University in Pullman, wo er Englischer Literatur studierte. Ein Kurs in kreativem Schreiben beim Dozenten und Schriftsteller Alexander Kuo, der zu Alexies Mentor wurde, brachte ihn zum literarischen Schreiben und Alexie widmete sich besonders der Lyrik. 1992 erschien Alexies erster Kurzgeschichten- und Gedichtband The Business of Fancydancing. Stories and Poems beim Verlag Hanging Loose Press. Alexie änderte daraufhin radikal sein Leben, brach sein Studium ab, um sich auf die Literatur zu konzentrieren, und wurde nach sechs Jahren exzessiven Alkoholkonsums abstinent.
1993 erschien seine Kurzgeschichtensammlung The Lone Ranger and Tonto Fistfight in Heaven, die vielfach ausgezeichnet wurde. Sein erster Roman Reservation Blues kam zwei Jahre später heraus. Für ihn wurde er mit dem „Granta’s Best of Young American Novelists“, dem „Before Columbus Foundation’s American Book Award“ und dem „Murray Morgan Prize“ ausgezeichnet. Der 1996 erschienene Thriller Indian Killer wurde auf den Spitzenplätzen bei „People’s Best of Pages“ und „New York Times Notable Book“ geführt.
Basierend auf seiner Kurzgeschichte This is What it Means to Say Phoenix, Arizona aus dem Band The Lone Ranger and Tonto Fistfight in Heaven schrieb Alexie das Drehbuch zu Smoke Signals. Das Drehbuch wurde von dem indianischen Regisseur und Produzenten Chris Eyre verfilmt und kam 1998 in die Kinos. Auf dem Sundance Film Festival, wo der Film auch premierte, wurde er mit dem Publikumspreis ausgezeichnet.
Seit 1998 nimmt Alexie außerdem regelmäßig an Poesie-Wettbewerben und an Comedy-Festivals teil. Gemeinsam mit dem befreundeten Journalisten und Schriftsteller Jess Walter betreibt Alexie seit 2014 den Literaturpodcast A Tiny Sense Of Accomplishment.
Sherman Alexie lebt mit seiner Frau, die ebenfalls indianischer Abstammung ist, und seinen zwei Söhnen in Seattle, Washington.

## Werke

### Lyrik
- 1991: The Business of Fancydancing
- 1992: I Would Steal Horses
- 1993: Old Shirts and New Skins
- 1993: First Indian on the Moon
- 1993: Seven Mourning Songs For the Cedar Flute I Have Yet to Learn to Play
- 1995: Water Flowing Home
- 1996: The Summer of Black Widows
- 1998: The Man Who Loves Salmon
- 2000: One Stick Song
- 2005: Dangerous Astronomy
- 2005: Il powwow della fine del mondo
- 2009: Face ISBN 978-1-931236-71-3.
- 2017: Hymn

### Prosa
- 1993: The Lone Ranger and Tonto Fistfight in Heaven. Kurzgeschichten
  - Übers. Regina Rawlinson: Smoke Signals. Goldmann, München 1998, ISBN 3-442-44416-0.
- 1995: Reservation Blues. Roman
  - Übers. Regina Rawlinson: Reservation Blues. Goldmann, München 1997, ISBN 3-442-43550-1.
- 1996: Indian Killer. Roman
  - Übers. Regina Rawlinson: Indian Killer. Goldmann, München 1998, ISBN 3-442-54038-0.
- 2000: The Toughest Indian in the World.
  - Übers. Regina Rawlinson: Lachsjäger. Kurzgeschichten. Goldmann, München 2002
- 2003: Ten Little Indians. Kurzgeschichten
- 2007: The Absolutely True Diary of a Part-Time Indian.
  - Übers. Gerald Jung, Katharina Orgaß: Das absolut wahre Tagebuch eines Teilzeit-Indianers. Roman ISBN 978-3-423-24742-9.
- 2007: Flight. Roman
- 2009: War Dances. Roman ISBN 978-0-8021-1919-3.
- 2017: You Don't Have to Say You Love Me. Autobiografie ISBN 978-0-316-39677-6.

### Drehbücher
- 1998: Smoke Signals
- 2002: The Business of Fancydancing
- 2003: 49? (Kurzdokumentarfilm)

## Auszeichnungen
- 1991: "Washington State Arts Commission Poetry Fellowship"
- 1992: "National Endowment for the Arts Poetry Fellowship"
- "New York Times Book Review Notable book of the Year" für "The Business of Fancydancing"
- "Slipstream Chapbook Contest Winner" für "I Would Steal Horses"
- 1993: "Lila Wallace-Reader's Digest Writers' Award"
- "Ernest Hemingway Foundation Award Citation"
- "PEN/Hemingway Award: Best First Book of Fiction Citation Winner" für "The Lone Ranger and Tonto Fistfight in Heaven"
- "Great Lakes College Association: Best First Book of Fiction Award"
- 1994: "Bram Stroker Award Nomine" für "Distances"
- 1996: "Before Columbus Foundation": "American Book Award"
- "Morgan Murray Prize" für "Reservation Blues"
- G"ranta Magazine: Twenty Best American Novelist Under the Age of 40"
- 1998: "Tacoma Public Library Annual Literary Award"
- "New York Times Notable Book2 für "Indian Killer"
- "People Magazine2: "Best of Pages"
- Gewinner des "17th Annual World Championship Poetry Bout"
- 1999: "Independent Spirit Award – Bestes Drehbuchdebüt für "Smoke Signals"
- 1999: "New Yorker: 20 Writers for the 21st Century"
- 2007: Shortlist Los Angeles Times Book Prize für "The Absolutely True Diary of a Part-Time Indian"
- 2007: "National Book Award prize for Young People's literature" für "The Absolutely True Diary of a Part-Time Indian"
- 2008:"Los Angeles Times Book Prize in Young Adult Fiction" für "The Absolutely True Diary of a Part-Time Indian"
- 2008 "ALA Best Books for Young Adults" für "The Absolutely True Diary of a Part-Time Indian"
- 2009 Eule des Monats November 2009 für "Das absolut wahre Tagebuch eines Teilzeit-Indianers"
- 2010 PEN/Faulkner Award für War Dances